# Pelomyia fuegina
Pelomyia fuegina är en tvåvingeart som beskrevs av Lorenzo Munari 2010. Pelomyia fuegina ingår i släktet Pelomyia och familjen Canacidae. Inga underarter finns listade i Catalogue of Life.